# Pierre François Léonard Fontaine
Pierre François Léonard Fontaine (Pontoise, 1762. szeptember 20. – Párizs, 1853. október 10.) francia építész és szobrász klasszicista stílusban elsőként valósította meg az empire stílust.
Fontaine barátja volt Charles Percier (Párizs, 1764. augusztus 22. – Párizs, 1838. szeptember 5.) A két jó barát itáliai útján együtt tanulmányozta a reneszánsz alkotásokat és a Római Birodalom romjait. 1785-ben Rómában megtervezi Fontaine két változatban is egy nagy birodalom egyeduralkodójának síremlékét, e tervek soha nem valósultak meg, de a stílus fantasztikus, az első változat a fáraók piramisaira utal vissza, a második változat teljességgel 20. – 21. századi kozmikus szemléletű, talán napjaink csillagvizsgálóit és planetáriumait vizionálja.
|                                                                     |
| Egy nagy birodalom egyeduralkodójának síremléke, két tervezet, 1785 |

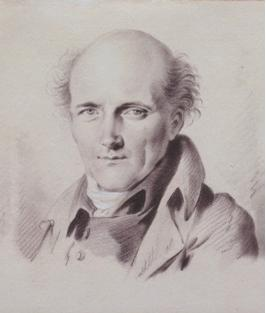
Julien Léopold Boilly litográfiája (1805)

Párizsba való visszatérésükkor díszlettervezők lettek a párizsi operában. A francia forradalom kitörésekor, 1789. július 14-én Fontaine Londonba távozott, s ott egy sajátos dekorációs stílust alakított ki. Percier Párizsban maradt, és a direktórium köreiben sikereket ért el. Visszahívta Fontaine-t Párizsba, és együtt valósítottak meg különféle díszítési terveket. Az angol klasszicista stílust Percier, Fontaine, Clérisseau, Gondoin és Bélanger igyekeztek népszerűsíteni Franciaországban. Jacques-Louis David bemutatta Percier-t és Fontaine-t I. Napóleon császárnak. A császár megrendelésekkel látta el a két művészt. Percier 1814-ben visszavonult a nyilvános tevékenységtől, Fontaine viszont tovább munkálkodott. A Louvre-ban befejezte az oszlopsoros lépcsőcsarnokot, felékesítette a Cour Carré és a Szajna közötti szoborgalériát. A Madeleine-templomban megépítette XVI. Lajos és Marie Antoinette emlékkápolnáját. 1820 után a Palais-Royal belsőépítésze, majd Lajos Fülöp király művészeti tanácsadója lett.

## Fontaine és Percier legismertebb munkái
- A malmaisoni kastély felújítása (1800)
- Arc de Triomphe du Carrousel diadalív, Párizs (1806-1808); mintájuk a római Septimus Severus diadalív
- A Louvre rue de Rivoli felé néző oldalának árkádok általi egységesítése (1811)

## Galéria

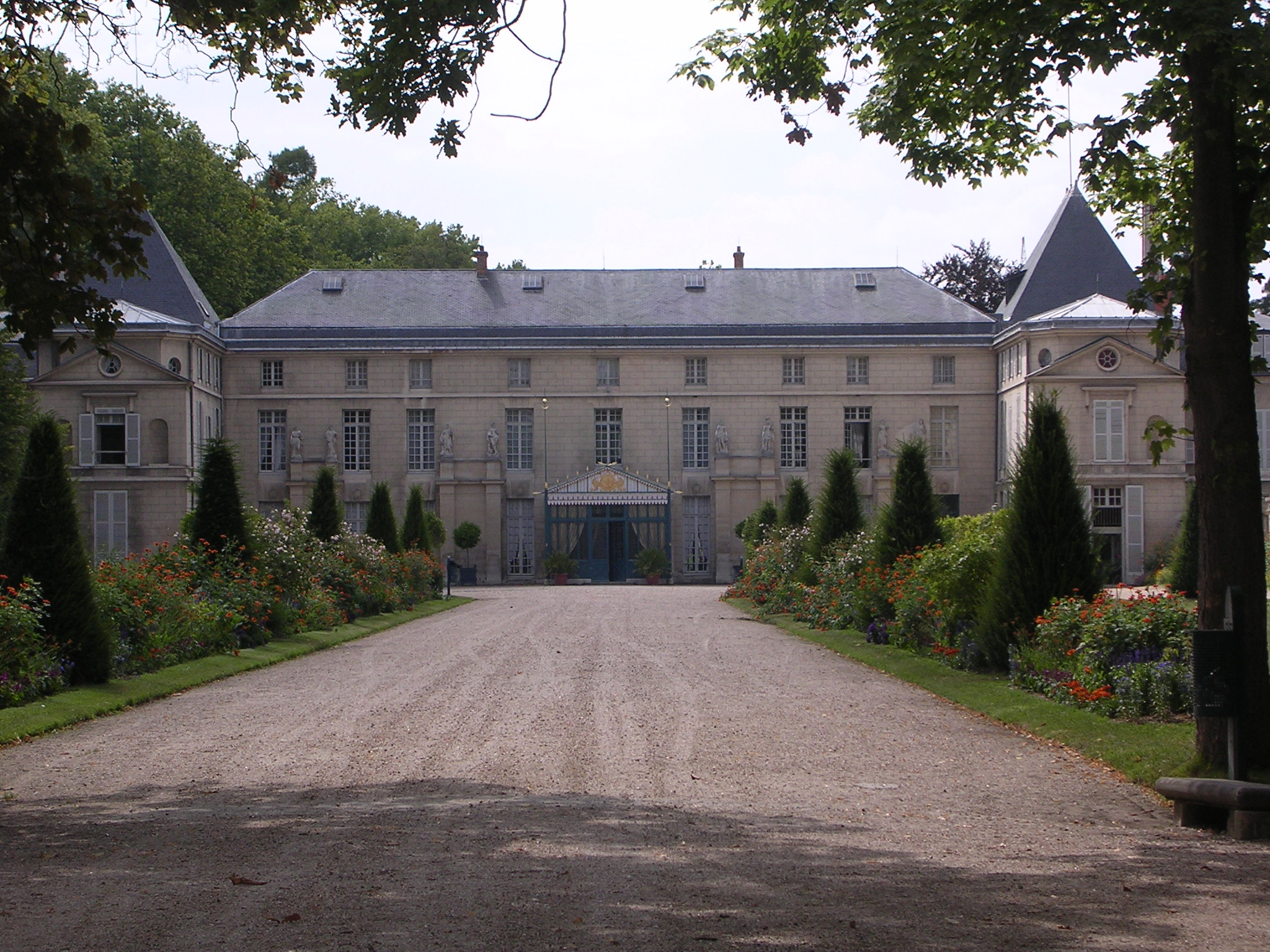
A malmaisoni kastély
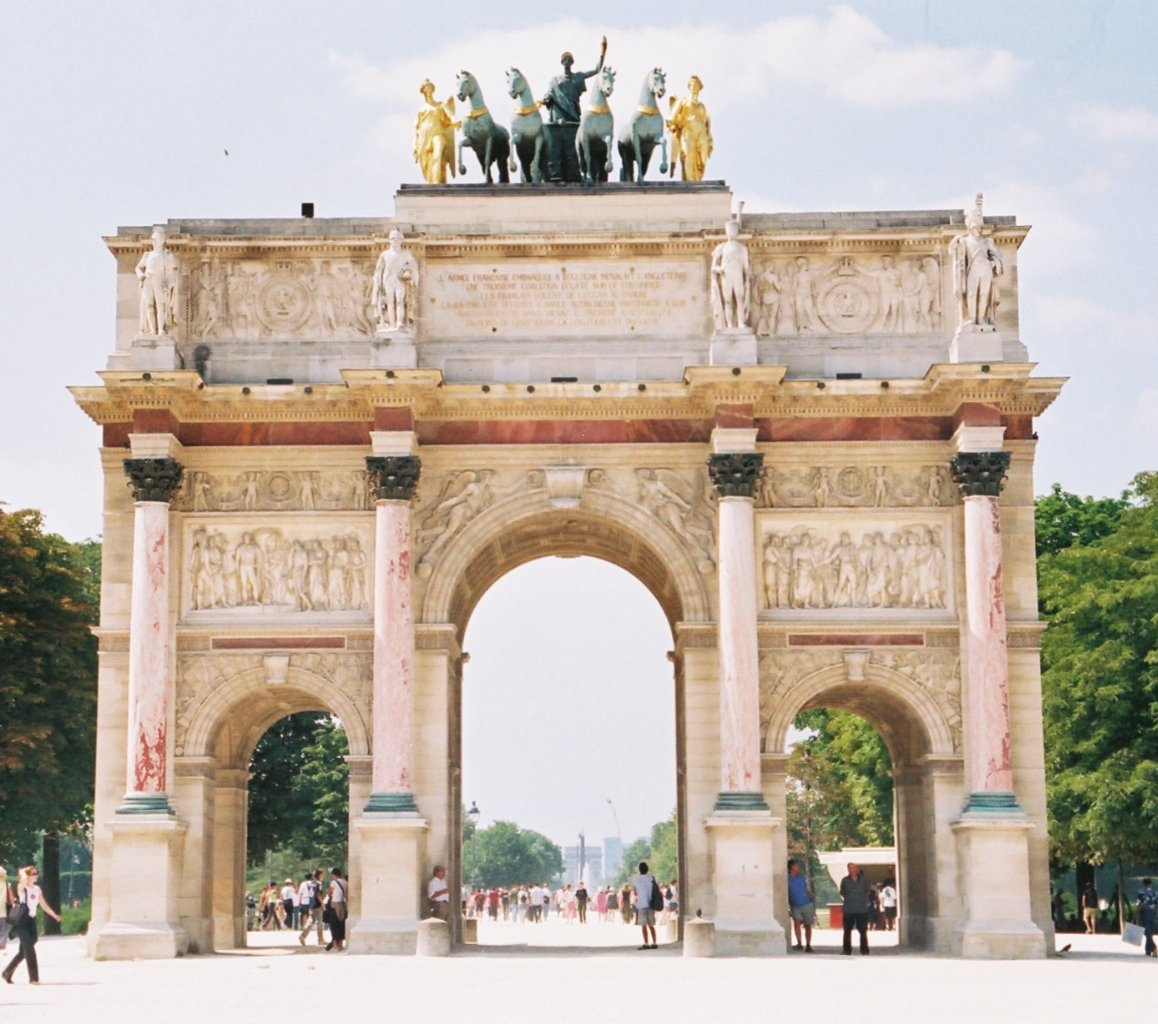
Arc de Triomphe du Carrousel diadalív, Párizsban a Tuileriák kertje és az Étoile (nagy diadalív) tengelyben a Louvre felől fényképezve
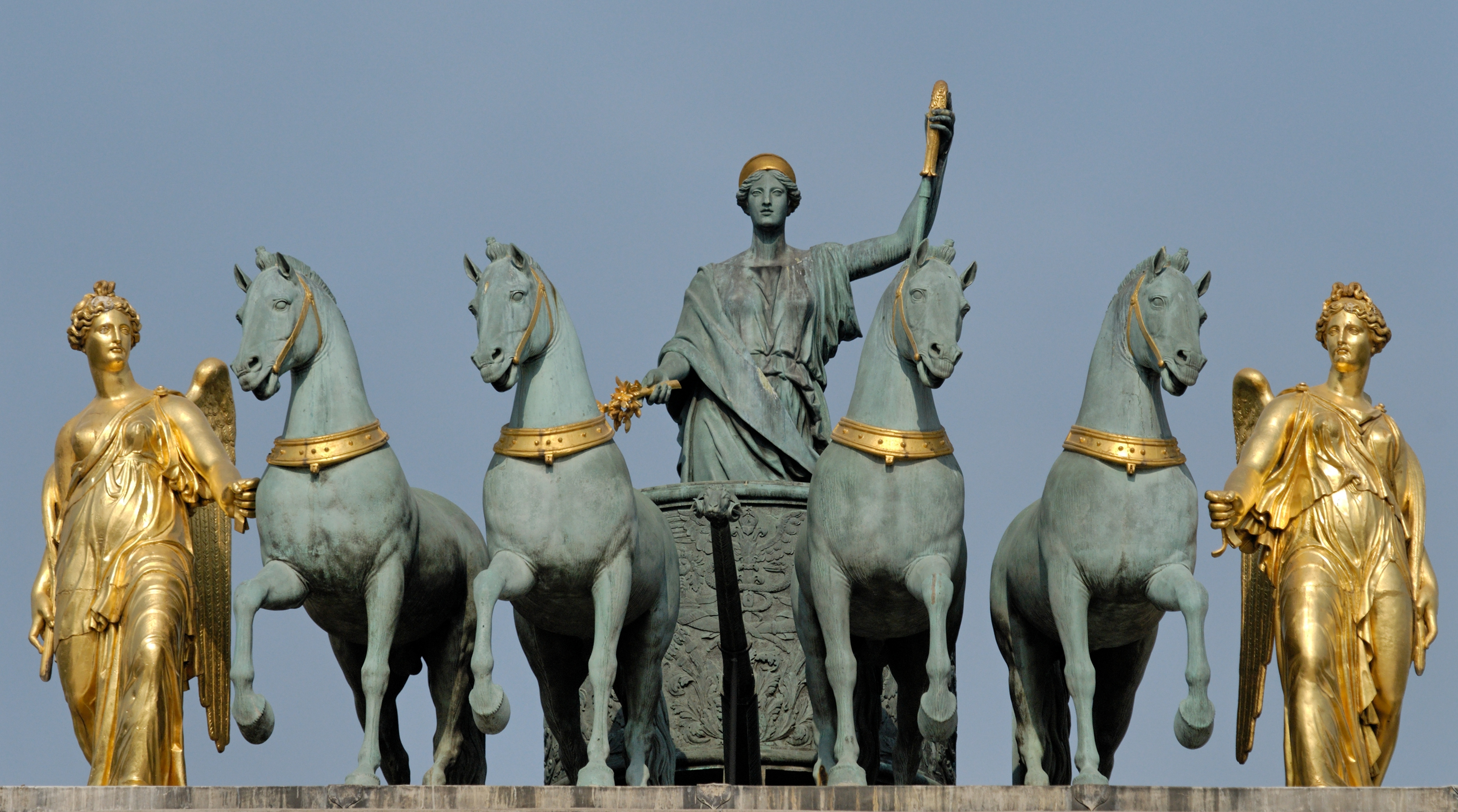
A kis diadalív (Étoile a nagy diadalív) szobordíszei, F. J. Boiso alkotása
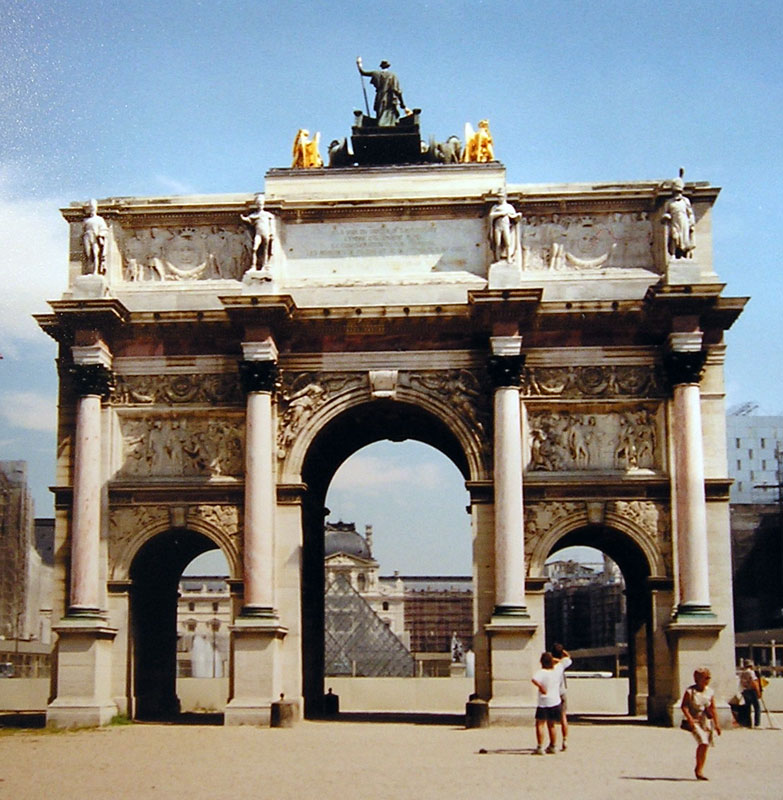
Arc de triomphe du Carrousel az Étoile felől fényképezve, így látható a Louvre és a piramis